# Ryan Gregson

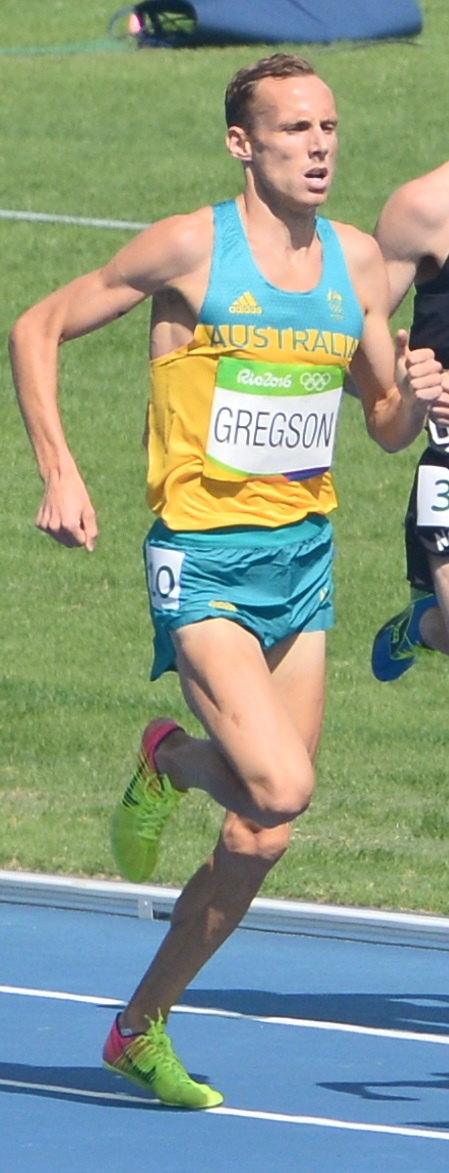
Ryan Gregson bei den Olympischen Spielen 2016

Ryan Gregson (* 26. April 1990 in Ballarang) ist ein australischer Mittelstreckenläufer, der sich auf den 1500-Meter-Lauf spezialisiert hat. Er ist 1,84 m groß, wiegt 64 kg und startet für die Kembia Joggers. Sein Trainer ist Ian Hatfield.

## Karriere

### Juniorenbereich
2007 wurde Gregson bei den Leichtathletik-Jugendweltmeisterschaften in Ostrava Fünfter über 1500 Meter. Bei den Crosslauf-Weltmeisterschaften 2008 in Edinburgh belegte er den 31. Rang im Juniorenrennen. Im selben Jahr erreichte er bei den Leichtathletik-Juniorenweltmeisterschaften in Bydgoszcz den fünften Platz im 1500-Meter-Lauf und den 13. Platz im 5000-Meter-Lauf. Im Juniorenrennen der Crosslauf-Weltmeisterschaften 2009 in Amman kam er auf den 24. Platz. Außerdem erzielte er 2009 mit Zeiten von 3:37,24 Minuten und 7:57,45 Minuten nationale Juniorenrekorde im 1500-Meter-Lauf und im 3000-Meter-Lauf.

### Erwachsenenbereich
Ab 2009 absolvierte Gregson seine ersten Teilnahmen an internationalen Meisterschaften im Erwachsenenbereich. Bei der Universiade in Belgrad wurde er Vierter über 1500 Meter. Über dieselbe Distanz startete er auch bei den Leichtathletik-Weltmeisterschaften 2009 in Berlin, schied jedoch bereits in der Vorrunde aus.
2010 wurde Gregson erstmals australischer Meister im 1500-Meter-Lauf. Am 22. Juli 2010 lief er beim Herculis in Monaco diese Distanz in 3:31,06 Minuten. Damit verbesserte er den 19 Jahre alten Ozeanienrekord seines Landsmanns Simon Doyle um 0,9 Sekunden.

## Bestleistungen
- 800 m: 1:46,04 min, 4. März 2010, Melbourne
- 1000 m: 2:17,69 min, 22. August, Dubnica nad Váhom
- 1500 m: 3:31,06 min (Ozeanienrekord), 22. Juli 2010, Monaco
- 1 Meile: 3:52,24 min, 14. August 2010, London